# Anus (Yonne)

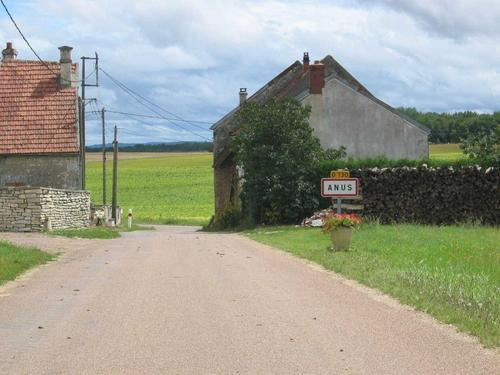
Anus, Francia

Anus es un poblado ubicado en Borgoña, Francia, dentro de la comuna de Fouronnes.
Anus antiguamente era una parroquia de Fouronnes, la parroquia a veces es llamada Fouronne Et Anus. En 1848, existían setenta viviendas, de las cuales diecinueve estaban en Anus. En el siglo XVI, Anus tiene su propio gobernador, en 1598 fue Guillaume Girard.